# Varangeristiden
Varangeristiden eller Marinoistiden var en period av nedisning på Jorden, som kan ha varit global och uppnått tillståndet Snöbollsjorden. Den upphörde för cirka 635 miljoner år sedan, vilket markerar slutet på den geologiska perioden Kryogenium. Istiden är internationellt oftast namngiven efter Marino, strax söder om Adelaide i Australien. Det äldre namnet har sitt ursprung på Varangerhalvön i norra Norge.